# Rozhledna Varta
Rozhledna Varta, nazývaná též rozhledna Sendraž, se nalézá na kopci Na vartě v nadmořské výšce 618 m asi 0,6 km severně od obce Sendraž v okrese Náchod. Rozhledna je přístupná po modré turistické značce vedoucí ze Sendraže do Pekla.

## Historie
Na kopci Na vartě stávala již od přelomu devatenáctého a dvacátého století dřevěná rozhledna. Tato rozhledna byla v 50. letech 20. století pro svou zchátralost zbořena. Opětovně byla postavena v roce 2007 firmou Vodafone jako telekomunikační věž, zpřístupněna však byla až v roce 2009. Věž je vysoká 50 m, vyhlídková plošina je ve výši 23,8 m.

## Výhledy
Vyhlídková plošina nabízí výborný kruhový rozhled do širokého okolí. Za příznivého počasí jsou viditelné Krkonoše, Jestřebí hory, Góry Bystrzyckie a Orlické hory. Z bližších míst je vidět zejména Nové Město nad Metují, vodní nádrž Rozkoš a Dobrošov.

## Galerie

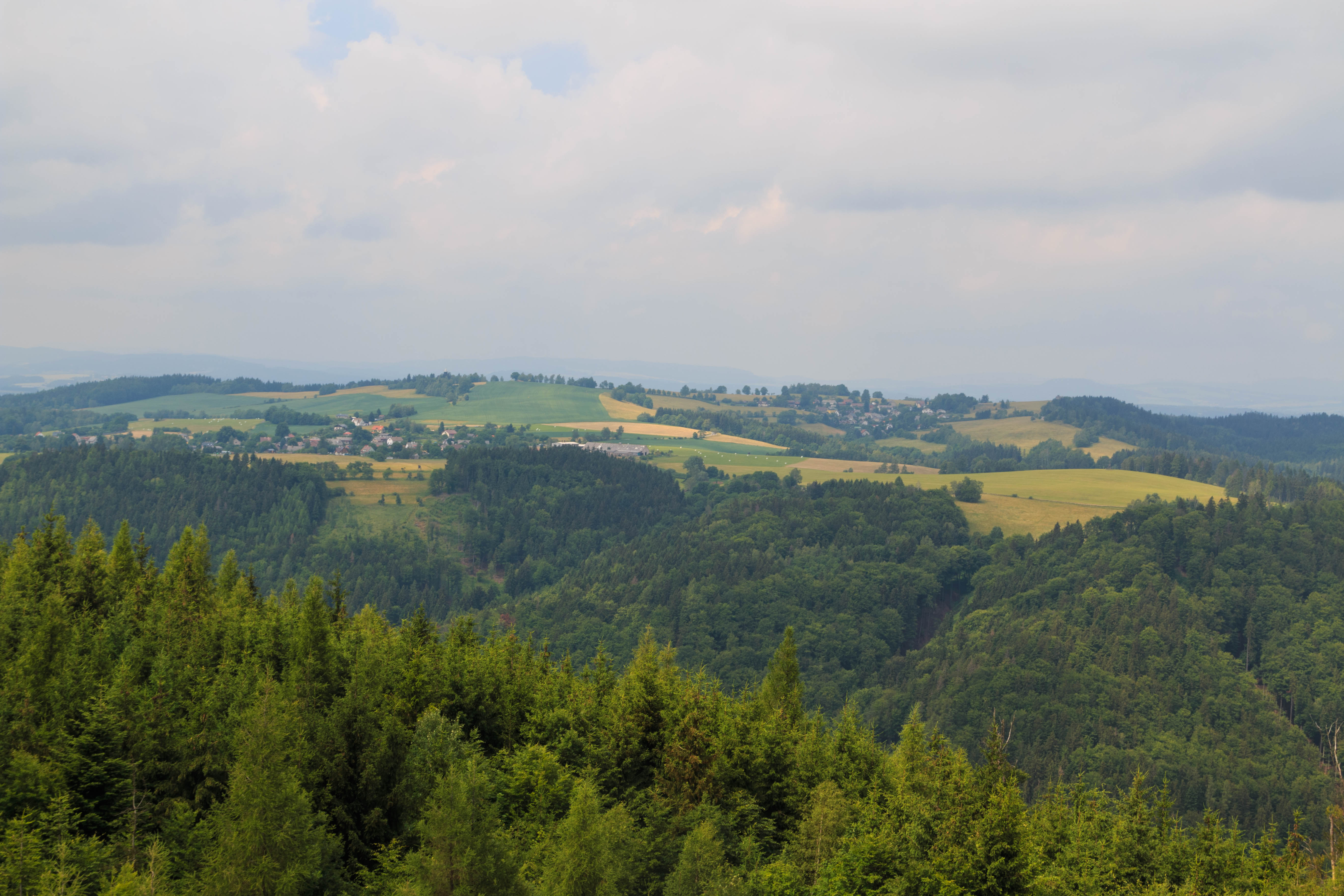
Pohled z rozhledny Varta
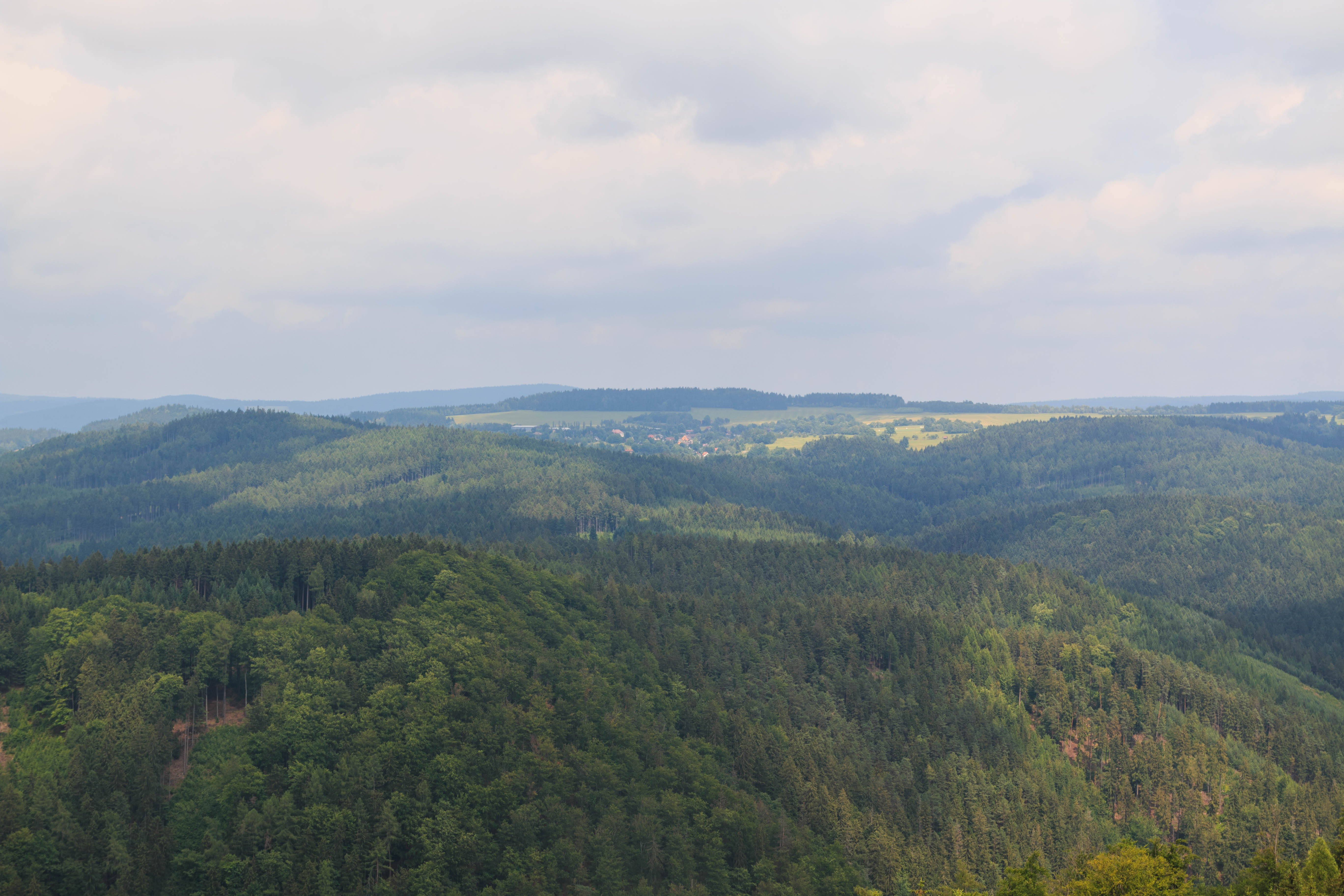
Pohled z rozhledny Varta
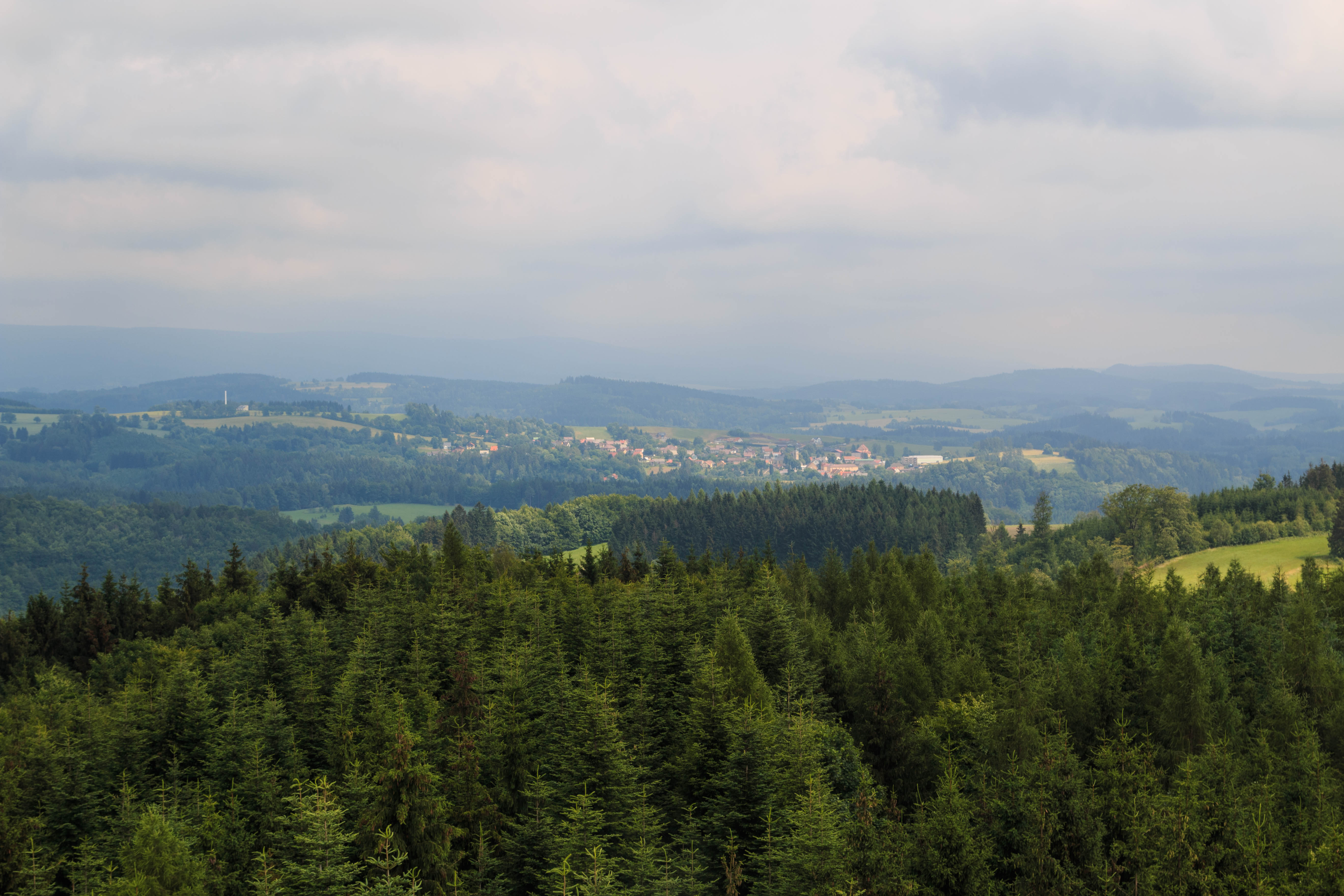
Pohled z rozhledny Varta
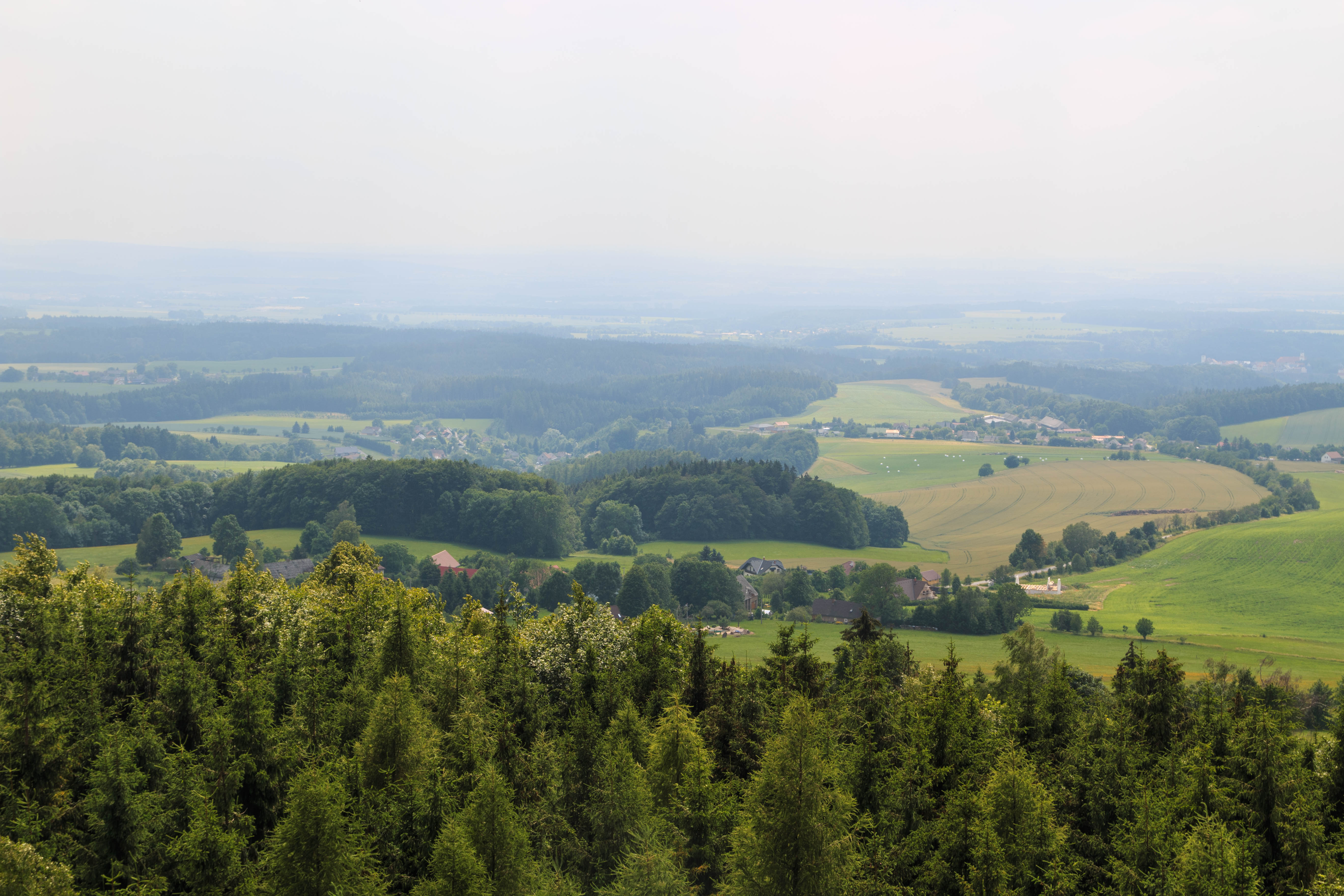
Pohled z rozhledny Varta
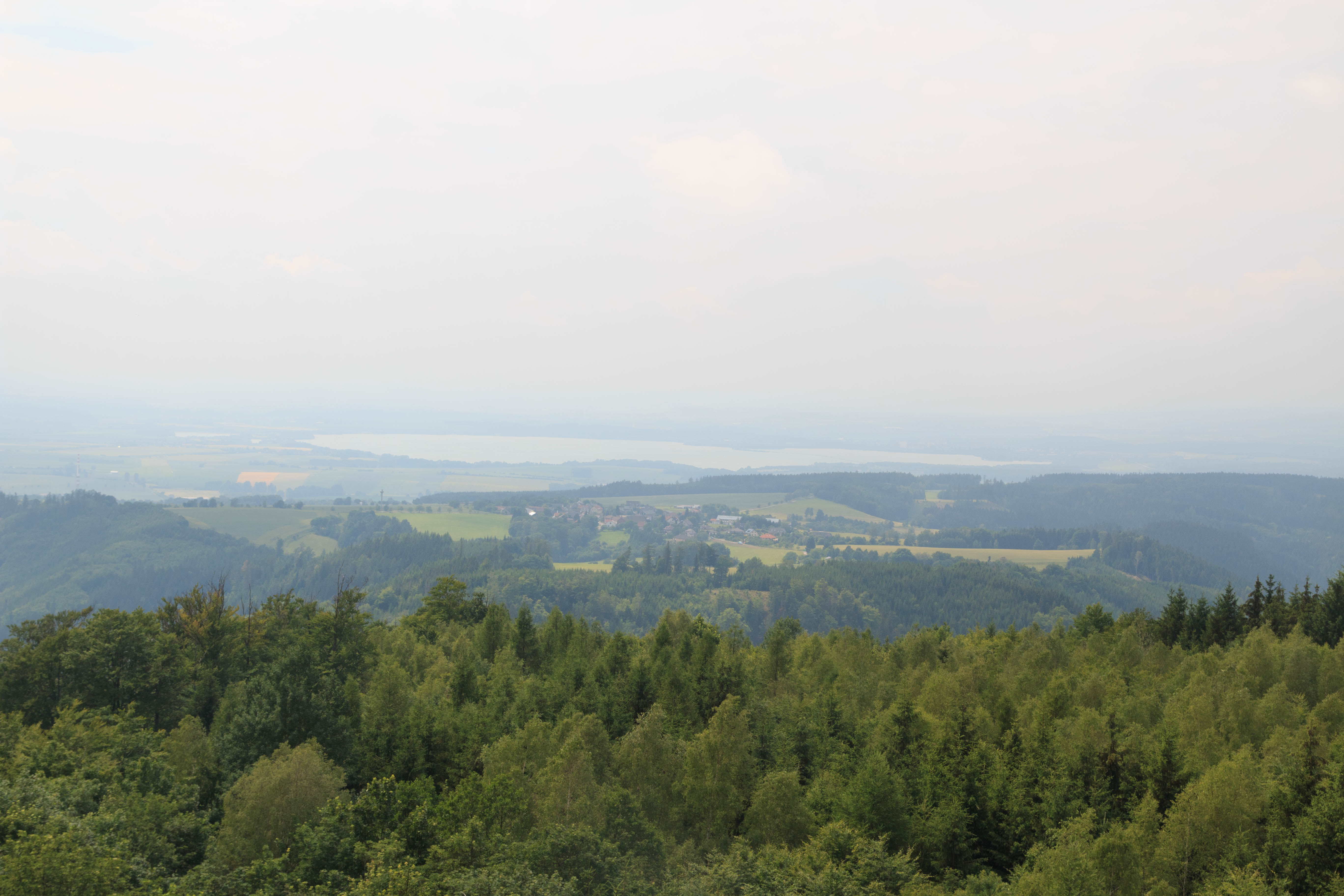
Pohled z rozhledny Varta
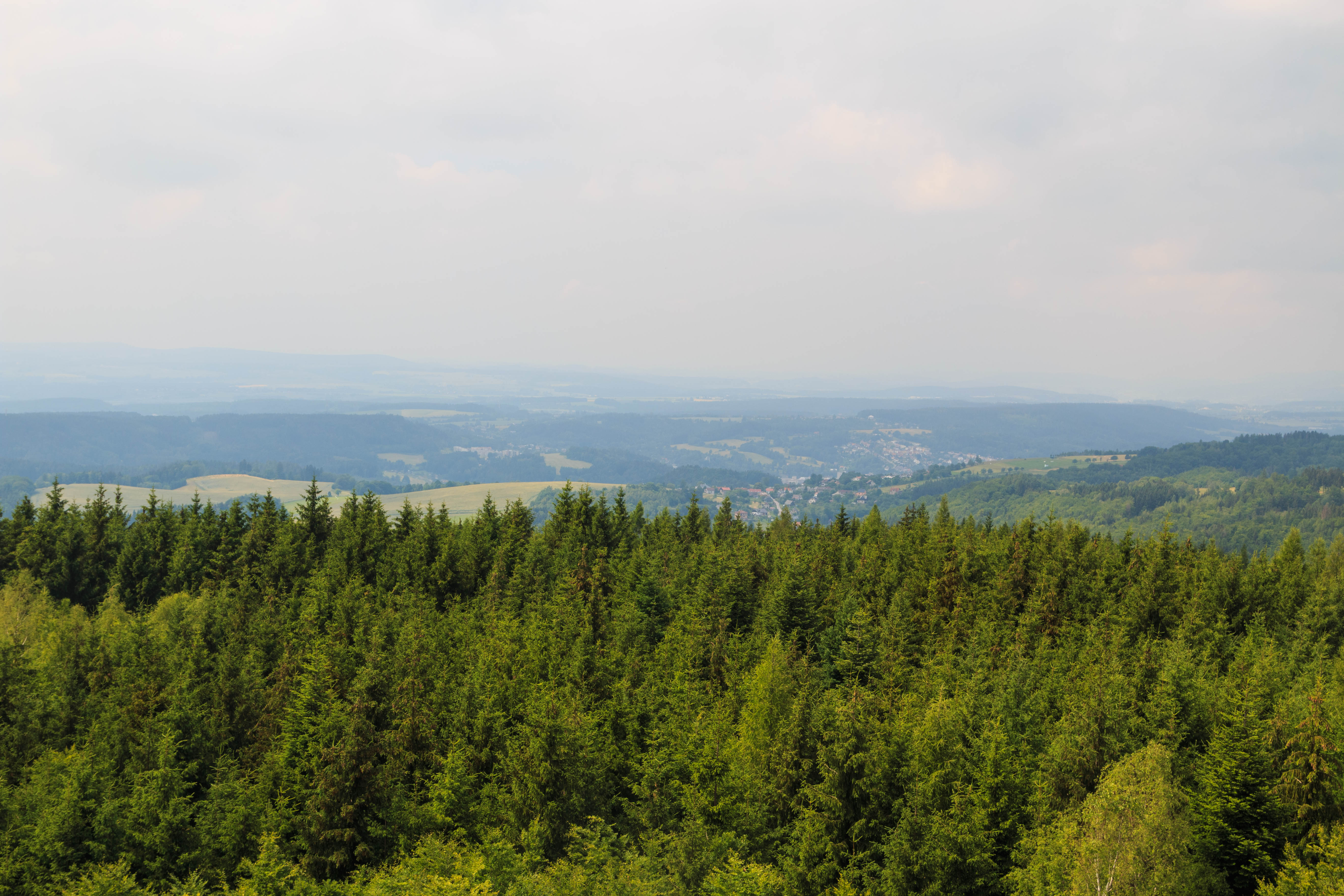
Pohled z rozhledny Varta